# Delfino Codazzi
Delfino Codazzi (Lodi, 7 de março de 1824 — Pavia, 21 de julho de 1873) foi um matemático italiano.
Tem contribuições seminais na geometria diferencial, especialmente lembrado pelas equações de Gauss–Codazzi.

## Biografia
Formou-se em matemática na Universidade de Pavia, onde foi aluno de Antonio Bordoni. Por um longo período, Codazzi lecionou primeiro no Ginnasio Liceale de Lodi, depois no liceu de Pavia. Enquanto isso, ele se dedicou à pesquisa em geometria diferencial.
Em 1865, foi nomeado professor de álgebra complementar e geometria analítica na Universidade de Pavia. Ele permaneceu em sua posição em Pavia até sua morte em 1873.

Ele também obteve resultados sobre linhas isométricas, triângulos geodésicos, mapeamento equiareal e estabilidade de corpos flutuantes.